# 莱昂纳多·冈萨雷斯
莱昂纳多·冈萨雷斯（西班牙語：Leonardo González，1980年11月21日—），哥斯达黎加男子足球运动员，司职后卫。他曾代表哥斯达黎加国家队参加2006年国际足联世界杯，结果队伍止步小组赛阶段。